# Hội chứng tuổi thanh xuân
Seishun Buta Yarō (青春ブタ野郎 n.đ. "Thanh niên lợn khốn nạn") hay còn gọi tắt là Aobuta (青ブタ) là loạt light novel do Kamoshida Hajime viết và Mizoguchi Keeji minh hoạ. Được xuất bản bởi ASCII Media Works dưới ấn hiệu Dengeki Bunko từ ngày 10 tháng 4 năm 2014. Bộ light novel này vốn không có tên gọi cố định, do tên của các tập được đặt theo cấu trúc Seishun Buta Yarō wa... no yume o minai ("Thanh niên lợn khốn nạn không mơ thấy...") nên tại Nhật Bản được gọi là Seishun Buta Yarō Series (春ブタ野郎シリーズ Seishun Buta Yarō Shirīzu). Kim Đồng mua bản quyền và phát hành tại Việt Nam dưới nhan đề Hội chứng tuổi thanh xuân thông qua ấn hiệu WingsBooks.
Một bản manga chuyển thể do Nanamiya Tsugumi minh hoạ, được xuất bản bởi ASCII Media Works thông qua tạp chí Dengeki G's Comic kể từ ngày 1 tháng 12 năm 2015. Một bộ anime truyền hình 13 tập lấy tên gọi của tập tiểu thuyết đầu tiên là Seishun Buta Yarō wa Bunny Girl Senpai no Yume o Minai ("Thanh niên lợn khốn nạn không mơ thấy tiền bối mặc đồ thỏ nữ)", do CloverWorks sản xuất và đã phát sóng từ ngày 4 tháng 10 cho đến ngày 27 tháng 12 năm 2018. Một bộ phim anime điện ảnh cũng do CloverWorks sản xuất, đã được công chiếu tại Nhật Bản vào ngày 15 tháng 6 năm 2019 lấy tên gọi của tập tiểu thuyết thứ 6 là Seishun Buta Yarō wa Yumemiru Shōjo no Yume o Minai ("Thanh niên lợn khốn nạn không mơ thấy thiếu nữ mộng mơ"). Seishun Buta Yarou wa Odekake Sister no Yume wo Minai, bộ phim anime điện ảnh thứ hai chuyển thể từ tập tám, được công chiếu vào tháng 6 2023. Seishun Buta Yarō wa Ransel Girl no Yume o Minai, bộ phim thứ ba chuyển thể tập chín, ra mắt vào tháng 12 năm 2023. Phần anime thứ 2, mang tên Seishun Buta Yarō wa Santakurōsu no Yume o Minai, chuyển thể từ tập mười đã được công bố, và dự kiến khởi chiếu vào tháng 7 năm 2025.

## Cốt truyện
Cuộc đời của Azusagawa Sakuta có một bước ngoặt bất ngờ khi cậu gặp nữ diễn viên tuổi teen nổi tiếng Sakurajima Mai, đang mặc một bộ đồ thỏ nữ sexy, lang thang trong một thư viện và không ai khác ở đó chú ý. Mai tò mò rằng Sakuta là người duy nhất có thể nhìn thấy cô ấy, vì những người khác không hề nhìn thấy hay để ý đến cô, ngay cả khi cô đã ăn mặc bình thường hoặc cố gắng tránh xa cuộc sống của người nổi tiếng. Hiện tượng này là "Hội chứng tuổi vị thành niên", Sakuta quyết định giải quyết bí ẩn này, đồng thời tiếp tục đến gần hơn với Mai và gặp gỡ những cô gái khác cũng mắc phải "Hội chứng tuổi vị thành niên".

## Nhân vật

### Nhân vật chính
Azusagawa Sakuta (梓川 咲太, Azusagawa Sakuta)
Lồng tiếng bởi: Kaito Ishikawa
Nhân vật chính của series. Cậu là học sinh năm 2 trường cao trung Minegahara, không quan tâm đến việc bị nói xấu bởi những người xung quanh. Cậu đã tin tưởng vào hội chứng tuổi dậy thì kể từ khi em gái mình xuất hiện những vết thương bất thường sau khi bị đe dọa trên mạng. Không bao lâu sau, cậu phải nhập viện do những vết cắt trên ngực. Sakuta là một người tốt bụng và hay giúp đỡ dù lúc nào cũng mang bộ mặt thờ ơ. Khi nói chuyện với người khác, cậu cực kỳ thẳng thắn và trung thực. Thường sẵn sàng hy sinh thời gian hoặc thậm chí cả sức khỏe của bản thân để giúp đỡ người khác. Lòng vị tha của cậu bắt nguồn từ Hội chứng tuổi vị thành niên liên quan đến em gái Kaede cũng như mong muốn trở thành một người tử tế hơn sau lần đầu gặp Shoko Makinohara (mối tình đầu của cậu).
Sakurajima Mai (桜島 麻衣, Sakurajima Mai)
Lồng tiếng bởi: Asami Seto
Senpai của Sakuta và cũng là người yêu. Học sinh năm ba trường cao trung Minegahara. Cô bị mắc hội chứng tuổi dậy thì không lâu sau khi rời khỏi giới showbiz và biến mất khỏi kí ức của mọi người (nguyên nhân do cô không được ai để ý ở trường). Trong một lần mặc đồ thỏ đến thư viện, cô phát hiện ra Sakuta - một Kouhai ở trường có thể nhìn thấy mình. Cô được Sakuta giúp đỡ để thoát khỏi hội chứng tuổi dậy thì. Cô đã trở thành bạn gái của Sakuta sau đó. Tính cách khôn ngoan, Mai là người chững chạc, lịch thiệp và rất tốt bụng: cô sẽ hay giúp đỡ người khác chẳng hạn như đối xử nhẹ nhàng với Kaede, một nửa là biết cô bé bị bệnh giống mình, phần còn lại là giúp em có thể hòa nhập xã hội. Trong khi cô dễ cáu kỉnh, cô là người có trái tim trong sáng, và đôi khi thậm chí còn ngại ngùng trước những trò đùa có phần quái dị của Sakuta. Giống như Sakuta, cô cũng rất vị tha.
Koga Tomoe (古賀 朋絵, Koga Tomoe)
Lồng tiếng bởi: Nao Toyama
Nhân vật trung tâm của light novel tập 2, Kouhai của Sakuta, học sinh năm nhất trường Minegahara. Cô là người luôn quan tâm đến suy nghĩ của người khác về mình (trái ngược với Sakuta). Cô mắc hội chứng tuổi dậy thì lần đầu khi được một thành viên trong đội bóng rổ tỏ tình và kẹt trong một vòng lặp vô hạn (ngày 27/6 cùng với Sakuta). Nguyên nhân là do người tỏ tình với cô là crush của Rena (bạn cùng lớp với Koga) và nếu Rena phát hiện, cô sẽ bị cô lập khỏi lớp. Khi biết được Sakuta cũng mắc vào vòng lặp, cô đã nhờ Sakuta trở thành người yêu (giả) của mình đến hết kỳ nghỉ hè (Lúc này, Sakuta bị Mai hiểu lầm nhưng đã được tha thứ). Ban đầu, cô dự định sẽ chia tay Sakuta vào ngày bắt đầu kỳ nghỉ hè (Sakuta đồng ý do không có tình cảm với Koga). Nhưng sau đó, cô đã lỡ yêu anh và bị vướng vào vòng lặp thời gian lần thứ 2. Tuy nhiên cả cô và Sakuta đã giải quyết rõ ràng và cả hai đã thoát khỏi vòng lặp.
Futaba Rio (双葉 理央, Futaba Rio)
Lồng tiếng bởi: Atsumi Tanezaki
Nhân vật trung tâm của light novel tập 3. Bạn cùng lớp và thân duy nhất với Sakuta. Học sinh năm 2 trường cao trung Minegahara, cô là thành viên duy nhất của câu lạc bộ khoa học. Cô bị mắc hội chứng tuổi dậy thì khiến một bản sao khác của cô xuất hiện (do thầm yêu Kunimi và tự ti về ngoại hình) đi đăng ảnh gợi cảm của mình lên mạng xã hội. Trong thời gian mắc hội chứng này, cô đã đến ở nhờ nhà của Sakuta và được anh giúp đỡ để thoát khỏi hội chứng này.
Toyohama Nodoka (豊浜 のどか, Toyohama Nodoka)
Lồng tiếng bởi: Maaya Uchida
Nhân vật trung tâm của light novel tập 4, em gái cùng cha khác mẹ của Mai. Theo volume 10 của bộ light novel, cô bằng tuổi với Sakuta. Cô mắc phải hội chứng tuổi dậy thì và thay đổi khuôn mặt với Mai (do ghen tị với tài năng của Mai, còn Mai ghen tị với tình yêu của mẹ Nodoka dành cho cô). Cô đã được Sakuta giúp đỡ để thoát khỏi hội chứng tuổi dậy thì và cuối cùng hai chị em làm hòa. Cô thực ra rất là hâm mộ Mai từ hồi còn bé lúc cô xem Mai diễn một nhân vật trong phim.
Azusagawa Kaede (梓川 かえで, Azusagawa Kaede) / Azusagawa Kaede (梓川 花楓, Azusagawa Kaede)
Lồng tiếng bởi: Yurika Kubo
Kaede là nhân vật trung tâm của light novel tập 5. Em gái ruột của Sakuta. Cô bị mất trí nhớ và đã bỏ học (Kaede bắt đầu bị thương một cách bí ẩn sau khi bị bắt nạt trên mạng và nhận được những lời đe dọa giết trên đó) sau khi mắc hội chứng tuổi dậy thì, hội chứng này làm cô sợ người lạ (ngoại trừ Sakuta) chỉ muốn rúc trong nhà, tới nỗi không dám bén mảng đến cửa ra vào và sợ thiết bị điện tử như là điện thoại (Làm Sakuta phải vứt luôn cái điện thoại của mình). Cô luôn được bao bọc bởi tình thương của Sakuta và chỉ có một con mèo bầu bạn. Ở tập 11, cô đã tự lập ra một danh sách việc cần làm để hòa nhập với xã hội và được Sakuta giúp đỡ rất nhiều. Sau một lần cố gắng đến trường, cô đã bất tỉnh và khôi phục trí nhớ, dù điều đó làm Sakuta khá buồn vì người em gái mà anh quen biết trước kia đã không còn tồn tại, anh vẫn chấp nhận sự trở lại của người em gái ban đầu của mình và quyết định giúp cô quay lại cuộc sống cũ.
Makinohara Shouko (牧之原 翔子, Makinohara Shōko)
Lồng tiếng bởi: Inori Minase
Nhân vật trung tâm của light novel 6 và 7. Theo volume 10 của bộ light novel, hiện tại Shouko đang là học sinh trung học năm nhất (tức 11 tuổi). Cô là nguyên nhân của vết sẹo trên người Sakuta. Cô bị mắc bệnh tim từ nhỏ và đang chờ được ghép tim, nếu không cô sẽ chết năm 11 tuổi. Sau khi biết tin Sakuta là người ghép tim cho mình, cô yêu Sakuta, mắc hội chứng tuổi dậy thì và du hành thời gian đến thời điểm 6 năm sau và trở thành học sinh năm hai của trường cao trung Minegahara (Xảy ra khi Sakuta học sơ trung năm cuối). Lúc này, Sakuta đang trầm cảm do em gái cậu mắc hội chứng tuổi dậy thì. Cô đã giúp Sakuta vực dậy và tiếp tục cuộc sống đồng thời trở thành mối tình đầu của cậu.

### Nhân vật phụ
Kunimi Yūma (国見 佑真, Kunimi Yūma)
Lồng tiếng bởi: Yuma Uchida
Bạn thân nhất của Sakuta. Cậu đang hẹn hò với Kamisato Saki nhưng cậu thường bị cô tranh cãi về cách tương tác của mình với Sakuta. Cậu cũng làm việc trong cùng một nhà hàng gia đình với Sakuta. Tốt bụng và thân thiện, và là người duy nhất không bị ảnh hưởng bởi Hội chứng vị thành niên.
Kamisato Saki (上里 沙希, Kamisato Saki)
Lồng tiếng bởi: Himika Akaneya
Saki là bạn gái của Yuuma. Cô ghét Sakuta và ước rằng anh đừng làm bạn với Yuma, vì việc Sakuta là kẻ cô độc trong lớp đang khiến Yuma, và quan trọng hơn là bản thân cô, trở nên kém nổi tiếng nên cô nhiều lần yêu cầu Sakuta tránh xa bạn trai của mình nhưng đều bị Sakuta trêu chọc đến tức giận.
Nanjō Fumika (南条 文香, Nanjō Fumika)
Lồng tiếng bởi: Satomi Satō
Fumika là một phóng viên quan tâm đến Hội chứng tuổi vị thành niên và tin rằng những vết sẹo trên ngực Sakuta bằng cách nào đó là do nó gây ra.
Hirokawa Uzuki (広川 卯月, Hirokawa Uzuki)
Lồng tiếng bởi: Sora Amamiya
Uzuki là ca sĩ chính của 1 nhóm nhạc thần tượng Sweet Bullet gồm 5 thành viên nữ cùng với thành viên Nodoka, cô kết bạn với Kaede sau khi cô bé hết bệnh tuổi dậy thì.
Miniskirt Santa (ミニスカサンタ, Minisuka Santa)
Lồng tiếng bởi: Reina Ueda
Himeji Sara (姫路 紗良, Himeji Sara)
Lồng tiếng bởi: Konomi Kohara
Mitō Mitori (美東 美織, Mitō Miori)
Lồng tiếng bởi: Manaka Iwami

## Các chuyển thể

### Light novel
Bộ truyện do Kamoshida Hajime sáng tác và Mizoguchi Keeji minh hoạ. Được xuất bản bởi ASCII Media Works dưới ấn hiệu Dengeki Bunko kể từ ngày 10 tháng 4 năm 2014. Vào tháng 4 năm 2024, tác giả đã chính thức xác nhận bộ truyện đã kết thúc, với tập cuối cùng, tập 15, được phát hành vào tháng 10 năm 2024. Hiện bộ truyện đã được Kim Đồng mua bản quyền tại Việt Nam và phát hành dưới ấn hiệu WingsBooks.
Tháng 4 năm 2025, Dengeki Bunko đã công bố phát hành cuốn tuyển tập ngoại truyện, với những mẩu truyện ngắn và những câu chuyện mới, dự kiến phát hành vào tháng 7 năm 2025.
| #  | Nhan đề | Phát hành Tiếng Nhật          | Phát hành Tiếng Việt         |
| -- | --- | ----------------------------- | ---------------------------- |
| 1  | Hội chứng tuổi thanh xuân - Đàn chị đeo tai thỏ Seishun Buta Yarō wa Banīgāru Senpai no Yume o Minai (青春ブタ野郎はバニーガール先輩の夢を見ない)      | 10/04/2014 978-4-04-8-66487-5 | 02/10/2020 978-604-2-18240-9 |
| 2  | Hội chứng tuổi thanh xuân - Đàn em tiểu quỷ Seishun Buta Yarō wa Puchidebiru Kōhai no Yume o Minai (青春ブタ野郎はプチデビル後輩の夢を見ない)          | 09/09/2014 978-4-04-8-66808-8 | 08/01/2021 978-604-2-18659-9 |
| 3  | Hội chứng tuổi thanh xuân - Phù thủy ưa lí lẽ Seishun Buta Yarō wa Rojikaru Witchi no Yume o Minai (青春ブタ野郎はロジカルウィッチの夢を見ない)        | 10/01/2015 978-4-04-8-69173-4 | 09/04/2021 978-604-2-19101-2 |
| 4  | Hội chứng tuổi thanh xuân - Thần tượng cuồng chị gái Seishun Buta Yarō wa Shisukon Aidoru no Yume o Minai (青春ブタ野郎はシスコンアイドルの夢を見ない) | 09/05/2015 978-4-04-8-65135-6 | 09/07/2021 978-604-2-21855-9 |
| 5  | Hội chứng tuổi thanh xuân - Cô em gái cấm cung Seishun Buta Yarō wa Orusuban Imōto no Yume o Minai (青春ブタ野郎はおるすばん妹の夢を見ない)            | 10/09/2015 978-4-04-8-65394-7 | 17/12/2021 978-604-2-22780-3 |
| 6  | Hội chứng tuổi thanh xuân - Thiếu nữ mộng mơ Seishun Buta Yarō wa Yumemiru Shōjo no Yume o Minai (青春ブタ野郎はゆめみる少女の夢を見ない)              | 10/06/2016 978-4-04-8-65891-1 | 04/03/2022 978-604-2-23848-9 |
| 7  | Hội chứng tuổi thanh xuân - Cô gái tình đầu Seishun Buta Yarō wa Hatsukoi Shōjo no Yume o Minai (青春ブタ野郎はハツコイ少女の夢を見ない)               | 08/10/2016 978-4-04-8-92281-4 | 1/7/2022 978-604-2-23847-2   |
| 8  | Hội chứng tuổi thanh xuân - Em gái xuất hành Seishun Buta Yarō wa Dekake Shisutā no Yume o Minai (青春ブタ野郎はおでかけシスターの夢を見ない)          | 10/04/2018 978-4-04-8-93585-2 | 28/10/2022 978-604-2-27337-4 |
| 9  | Hội chứng tuổi thanh xuân - Cô bé đeo cặp sách Seishun Buta Yarō wa Randoseru Gāru no Yume o Minai (青春ブタ野郎はランドセルガールの夢を見ない)        | 10/10/2018 978-4-04-9-12017-2 | 24/2/2023 978-604-2-28320-5  |
| 10 | Hội chứng tuổi thanh xuân - Ca sĩ lạc lối Seishun Buta Yarō wa Mayoeru Shingā no Yume o Minai (青春ブタ野郎は迷えるシンガーの夢を見ない)               | 07/02/2020 978-4-04-9-12850-5 | 12/07/2024 978-604-2-34063-2 |
| 11 | Hội chứng tuổi thanh xuân - Nightingale Seishun Buta Yarō wa Naichingēru no Yume o Minai (青春ブタ野郎はナイチンゲールの夢を見ない)                    | 10/12/2020 978-4-04-9-12902-1 | 11/11/2024 978-604-2-38374-5 |
| 12 | Seishun Buta Yarō wa Mai Suchūdento no Yume o Minai (青春ブタ野郎はマイスチューデントの夢を見ない)                                                     | 9/12/2022 978-4-04-913936-5   | -                            |
| 13 | Seishun Buta Yarō wa Santakurōsu no Yume o Minai (青春ブタ野郎はサンタクロースの夢を見ない)                                                            | 7/7/2023 978-4-04-914867-1    | -                            |
| 14 | Seishun Buta Yarō wa Gārufurendo no Yume o Minai (青春ブタ野郎はガールフレンドの夢を見ない)                                                            | 9/8/2024 978-4-04-915131-2    | -                            |
| 15 | Seishun Buta Yarō wa Dia Furendo no Yume o Minai (青春ブタ野郎はディアフレンドの夢を見ない)                                                            | 10/10/2024 978-4-04-915132-9  | -                            |
| ＋ | Seishun Buta Yarō wa Bīchikuīn no Yume o Minai (青春ブタ野郎はビーチクイーンの夢を見ない＋)                                                            | 10/07/2025 978-4-04-916404-6  | -                            |

### Manga
Một bản manga chuyển thể do Nanamiya Tsugumi minh hoạ, được xuất bản bởi ASCII Media Works thông qua tạp chí Dengeki G's Comic kể từ ngày 1 tháng 12 năm 2015. Tập manga đầu tiên xuất bản vào ngày 8 tháng 10 năm 2016. Tính tới ngày 10 tháng 10 năm 2024 đã có 11 tập manga được xuất bản.
| #  | Nhan đề                                                                                               | Ngày phát hành | ISBN              |
| -- | --- | -------------- | ----------------- |
| 1  | Seishun Buta Yarō wa Banīgāru Senpai no Yume o Minai 1 (青春ブタ野郎はバニーガール先輩の夢を見ない 1) | 8/10/2016      | 978-404-8-92480-1 |
| 2  | Seishun Buta Yarō wa Banīgāru Senpai no Yume o Minai 2 (青春ブタ野郎はバニーガール先輩の夢を見ない 2) | 10/10/2018     | 978-404-9-12068-4 |
| 3  | Seishun Buta Yarō wa Puchidebiru Kōhai no Yume o Minai 1 (青春ブタ野郎はプチデビル後輩の夢を見ない 1) | 10/10/2018     | 978-404-9-12070-7 |
| 4  | Seishun Buta Yarō wa Puchidebiru Kōhai no Yume o Minai 2 (青春ブタ野郎はプチデビル後輩の夢を見ない 2) | 10/12/2018     | 978-404-9-12258-9 |
| 5  | Seishun Buta Yarō wa Rojikaru Witchi no Yume o Minai 1 (青春ブタ野郎はロジカルウィッチの夢を見ない1)  | 26/12/2020     | 978-404-9-13570-1 |
| 6  | Seishun Buta Yarō wa Rojikaru Witchi no Yume o Minai 2 (青春ブタ野郎はロジカルウィッチの夢を見ない2)  | 27/7/2022      | 978-4-04-913894-8 |
| 7  | Seishun Buta Yarō wa Orusuban Imōto no Yume o Minai 1 (青春ブタ野郎はおるすばん妹の夢を見ない1)       | 10/11/2023     | 978-4-04-915373-6 |
| 8  | Seishun Buta Yarō wa Orusuban Imōto no Yume o Minai 2 (青春ブタ野郎はおるすばん妹の夢を見ない2)       | 9/8/2024       | 978-4-04-915951-6 |
| 9  | Seishun Buta Yarō wa Yumemiru Shōjo no Yume o Minai 1 (青春ブタ野郎はゆめみる少女の夢を見ない1)       | 10/10/2023     | 978-4-04-915372-9 |
| 10 | Seishun Buta Yarō wa Yumemiru Shōjo no Yume o Minai 2 (青春ブタ野郎はゆめみる少女の夢を見ない2)       | 8/3/2024       | 978-4-04-915640-9 |
| 11 | Seishun Buta Yarō wa Yumemiru Shōjo no Yume o Minai 3 (青春ブタ野郎はゆめみる少女の夢を見ない3)       | 10/10/2024     | 978-4-04-915961-5 |
| 12 | Seishun Buta Yarō wa Shisukon Aidoru no Yume o Minai 1 (青春ブタ野郎はシスコンアイドルの夢を見ない1)  | 10/06/2025     | 978-4-04-916578-4 |

### Anime
Một bộ anime truyền hình chuyển thể gồm 13 tập, với tên theo tựa đề tập light novel đầu tiên là Seishun Buta Yarō wa Bunny Girl Senpai no Yume o Minai ("Thanh niên lợn khốn nạn không mơ thấy tiền bối mặc đồ thỏ nữ"), được phát sóng kể từ ngày 4 tháng 10 năm 2018 cho đến ngày 27 tháng 12 năm 2018. Bộ anime được chuyển thể từ tập 1 đến tập 5 của light novel. Được sản xuất bởi studio CloverWorks, do Masui Sōichi đạo diễn, Yokotani Masahiro viết kịch bản và Tamura Satomi thiết kế nhân vật. Ca khúc mở đầu là "Kimi no Sei" (君のせい), được trình bày bởi the Peggies. Đoạn nhạc kết phim là "Fukashigi no Karte" (不可思議のカルテ), được trình bày bởi Seto Asami, Tōyama Nao, Tanezaki Atsumi, Uchida Maaya, Kubo Yurika, Minase Inori với mỗi phần phim về nhân vật của họ.
Một bộ phim điện ảnh anime dài 89 phút, với tên lấy theo tựa đề tập light novel thứ 6 là Seishun Buta Yarō wa Yumemiru Shōjo no Yume o Minai ("Thanh niên lợn khốn nạn không mơ thấy thiếu nữ mộng mơ"), chuyển thể từ tập 6 đến tập 7 của light novel. Được sản xuất bởi studio CloverWorks, do Masui Sōichi đạo diễn, Yokotani Masahiro viết kịch bản và Tamura Satomi thiết kế nhân vật. Phim công chiếu tại Nhật Bản vào ngày 15 tháng 6 năm 2019.
Bộ phim điện ảnh thứ hai có tên là Seishun Buta Yarō wa Odekake Sister no Yume o Minai, chuyển thể tập light novel thứ tám, đã khởi chiếu tại Nhật Bản vào ngày 23 tháng 6 năm 2023. Bộ phim thứ ba mang tên Seishun Buta Yarō wa Randoseru Gāru no Yume o Minai, chuyển thể tập light novel thứ chín, đã được công chiếu vào ngày 1 tháng 12 năm 2023.
Tháng 12 năm 2023, nhà sản xuất đã công bố bộ anime chuyển thể từ phần Đại học (tập mười trở đi). Sau đó, Aniplex xác nhận dự án là loạt phim truyền hình mang tên Seishun Buta Yarō wa Santakurōsu no Yume o Minai, dự kiến phát sóng từ ngày 5 tháng 7 năm 2025 trên kênh ABC và các kênh khác. Ca khúc mở đầu là "Snowdrop" được trình bày bởi Conton Candy. Đoạn nhạc kết phim là "Suiheisen wa Boku no Furukizu" (水平線は僕の古傷), được trình bày bởi các nhân vật Hirokawa Uzuki, Akagi Ikumi, Himeji Sara, Kirishima Tōko.